# Sanduleak -69° 202
Sanduleak -69° 202 – błękitny nadolbrzym położony w mgławicy Tarantuli w Wielkim Obłoku Magellana, odkryty przez Nicolasa Sanduleaka. Około 168 tysięcy lat temu gwiazda ta eksplodowała w wybuchu supernowej znanej jako SN 1987A.